# Austrocarabodes fenestratus
Austrocarabodes fenestratus är en kvalsterart som först beskrevs av Wallwork 1977.  Austrocarabodes fenestratus ingår i släktet Austrocarabodes och familjen Carabodidae. Inga underarter finns listade.